# Conferencia de las Naciones Unidas sobre Biodiversidad de 2022
La Conferencia de las de las Naciones Unidas sobre Biodiversidad de 2022 (COP15) del Convenio de las Naciones Unidas sobre la Diversidad Biológica (CDB) fue una conferencia celebrada en Montreal, Canadá, que condujo al Acuerdo Internacional para proteger el 30% de la tierra y los océanos para 2030 y la adopción del Marco Global de Biodiversidad de Kunming-Montreal.

## Historia
Originalmente, la conferencia estaba programada para octubre de 2020, pero se retrasó debido a la pandemia de COVID-19. Seguidamente, se reprogramó para abril de 2022 en Kunming, China, pero se pospuso nuevamente, por cuarta vez debido a la política de cero COVID de China, para el tercer trimestre de 2022 según la Secretaria de la ONU el 29 de marzo. Es así, que, en mayo de 2022, China solicitó a Canadá que asumiera la responsabilidad de ser anfitrión. El Ministro de Medio Ambiente y Cambio Climático de Canadá, Steven Guilbeault, se reunió con los representantes de la Coalición de Alta Ambición por la Naturaleza, a principios de junio de 2022 y estos representantes solicitaron a Canadá que fuera el anfitrión de la COP15. El primer ministro de Canadá, Justin Trudeau, aprobó la propuesta. En junio de 2022, la secretaría de la ONU para el Convenio sobre la Diversidad Biológica y el Ministerio de Medio Ambiente de China manifestaron en declaraciones separadas que la reunión se llevaría a cabo en diciembre de 2022 en Montreal, Canadá, donde tiene su sede la secretaría, aunque China seguiría al mando de la Cumbre. Mientras que los países anfitriones de COP anteriores tuvieron uno o dos años para organizar la conferencia, Canadá tuvo solo cinco meses para prepararse para la llegada de 18 000 delegados de 196 Estados miembros del CDB, organizaciones no gubernamentales, grupos industriales y académicos.
Esta es la segunda vez que Montreal, es ciudad anfitriona de una reunión de la Conferencia de las Partes de la ONU, la primera vez fue la Conferencia sobre el Cambio Climático COP11 en 2005. Montreal también acogió las negociaciones del Protocolo de Montreal.

## Desarrollo

### Precedente
Varias ciudades firmaron el "Compromiso de Montreal" antes de la conferencia para comprometerse a proteger la biodiversidad en sus ciudades a través de 15 acciones.

### Negociaciones y adopción
Durante las conversaciones, se mantuvieron las divisiones sobre numerosos temas a medida que la conferencia llegaba a sus últimos días, tales como las disputas sobre la financiación de los esfuerzos de conservación, también se discutió que las protecciones para la biodiversidad marina podrían eliminarse por completo. Un artículo de opinión publicado en The Guardian a mediados de diciembre, criticó el proceso por ser muy lento y carente de urgencia.
El 19 de diciembre, casi todos los países del mundo firmaron el acuerdo que incluye proteger el 30% de la tierra y los océanos para 2030 y otros 22 objetivos destinados a reducir la pérdida de biodiversidad. Cuando se firmó el acuerdo, solo se protegía el 17% del territorio terrestre y el 10% del territorio oceánico. El acuerdo incluye proteger los derechos de los pueblos indígenas y cambiar la actual política de subsidios, por una mejor para la protección de la biodiversidad. Sin embargo, da un paso atrás en la protección de las especies de la extinción en comparación con los Objetivos de Aichi. Algunos países dijeron que el acuerdo no va lo suficientemente lejos para proteger la biodiversidad y que el proceso fue apresurado. Solo Estados Unidos y la Santa Sede no se unieron. La ausencia de la firma de Estados Unidos debilitó el acuerdo. Sin embargo, el país ayudó a llegar al acuerdo, avanzó fuertemente en algunas de las metas mencionadas en él, especialmente 30 x 30, a nivel nacional e internacional y es un importante donante en temas de protección de la biodiversidad.

## Contenido
Además de proteger el 30% de la tierra y los océanos para 2030, el acuerdo incluye también recuperar el 30% de los ecosistemas terrestres degradados y aumentar la financiación para temas de biodiversidad. Otros objetivos para el año 2030 incluyen reducir el consumo excesivo y el desperdicio, reducir el desperdicio de alimentos en un 50% y dejar de dañar por completo los ecosistemas que son muy importantes para la biodiversidad. Asimismo, hay 4 objetivos para el año 2050 que incluyen incrementar el área de los ecosistemas naturales, restaurar su integridad para alcanzar un funcionamiento normal, reducir diez veces la tasa de extinción causada por el hombre y proteger el conocimiento tradicional.
COP15 adoptó un paquete integral de 6 artículos:
- Marco Global de Biodiversidad de Kunming-Montreal (GBF)
- Marco de monitoreo para el Marco Global de Biodiversidad de Kunming-Montreal
- Mecanismos de planificación, seguimiento, reporte y revisión
- Creación y desarrollo de capacidades y cooperación técnica y científica
- Movilización de recursos
- Información digital de secuencias sobre recursos genéticos.

La defensa del Cacus de Mujeres de la UNCBD y sus miembros, condujo a una Convención de Río por primera vez en sus 30 años de historia, para adoptar un objetivo independiente, el Objetivo 23, sobre igualdad de género en el Marco Global de Biodiversidad de Kunming-Montreal .